# Оптична спектроскопия
Оптичната спектроскопия е вид електромагнитна спектроскопия, при която се изследва взаимодействието между светлината и веществата. Исторически този раздел на науката е възникнал, когато за изследване на структурата на веществото е била използвана светлина от видимия спектър, но впоследствие започват да се прилагат и ултравиолетовият и инфрачервения диапазони от електромагнитния спектър (т.е. от около 180 нанометра до 100 микрометра). С този метод е получена значителна информация за строежа на веществата на атомно и молекулно ниво.
Особеността на оптичната спектроскопия в сравнение с другите видове спектроскопия се състои в това, че повечето от структурно организираната материя (над атомно ниво) взаимодейства резонансно с електромагнитното поле именно в оптическия диапазон честоти. Затова именно този вид спектроскопия днес широко се прилага за получаване на информация за веществото. Взаимодействието на лъчението с веществото се описва от неговите оптични свойства (диелектрична проницаемост, коефициент на поглъщане, коефициент на отражение, коефициент на пречупване, излъчвателна способност, луминесценция, разсейване и др.)
Оптичната спектроскопия се използва много и в астрономията и дистанционните изследвания. Повечето големи телескопи имат като приставка спектрограф, който се използва за определяне на химическия състав и физическите свойства на астрономическите обекти или за определяне на техните скорости като се измерва отместването на спектралните им линии вследствие на ефекта на Доплер.
Оптичните свойства на материалите се определят от тяхната енергетична структура, която включва както заетите и свободните електронни енергетични нива, така и енергетичните нива на атомните трептения на молекулите или кристалната решетка. Възможните преходи между тези енергетични нива като функция от енергията на фотоните са специфични за всеки материал, в резултат на което спектрите също са характерни само за него. По тази причина оптичната спектроскопия намира широко приложение във физиката, химията, биологията, геологията и др. за качествен и количествен анализ. Оптичните свойства и спектрите се променят и като функция на температурата, налягането, външни електрични и магнитни полета и т.н., което позволява да се получи съществена информация за изследваното вещество, а също така да се провери достоверността на теоретичните модели.

## Емисионна и абсорбционна спектроскопия
При преминаването на електромагнитна вълна с непрекъснат спектър на енергията през газ или плазма, някои от фотоните се поглъщат от електрони в атомите, изменят енергийните им нива и ги възбуждат. Възбудените електрони остават свързани в атома, но започват спонтанно да излъчват светлина, за да се върнат на по-ниско енергийно ниво. Процесът се нарича спонтанна емисия. Спектърът на излъчената светлина (т.е. ако е възможно да се изолира само емисионният спектър от възбудените атоми) и по-точно дължината на вълната, яркостта и ширината на тези спектрални линии позволяват да се получи информация за състава и физическите свойства на газа или плазмата (метод на емисионната спектроскопия). Ако се наблюдава спектърът на преминалата вълна, той вече не е непрекъснат, а в него се забелязват поредици от тъмни (абсорбционни) линии, защото възбудените електрони поглъщат определени честоти и действат като филтър на енергия. Това е принципът на действие на абсорбционната спектроскопия
При по-близко изучаване някои емисионни спектрални линии се оказват съставени от отделни компоненти. Това се дължи на спин-орбиталното взаимодействие между спина и движението на най-външния електрон. Когато атомът е поставен в магнитно поле, спектралните линии се разделят („разцепват“) на три или повече компонента. Това явление, известно като ефект на Зееман, се дължи на взаимодействието между приложеното външно магнитно поле и магнитния момент на атома и неговите електрони. Някои атоми могат да имат повече от една електронна конфигурация с едно и също енергийно ниво и обща спектрална линия. Външното магнитно поле измества електронните конфигурации в леко различаващи се енергийни нива, разделяйки по този начин спектралната линия на няколко компоненти. Присъствието на външно електрично поле също може да доведе до подобно разцепване и леко изместване на спектралните линии – този ефект се нарича ефект на Щарк.